# Porsgrunn
Porsgrunn este un oraș din provincia Telemark, Norvegia. Centrul administrativ al județului este orașul Porsgrunn.
Municipiul Porsgrunn a fost stabilit la 1 ianuarie 1838. Orașul Brevik și cartierul rural Eidanger au fost contopite în municipalitatea Porsgrunn la 1 ianuarie 1964.

## Nume
Orașul este prima dată menționat în 1576 (Porsgrund) de scriitorul Peder Claussøn Friis, în lucrarea sa „Despre Regatul Norvegiei”. El scria: "La două mile și jumătate de mare, râul Skien se varsă în fiord și acel loc se numește Porsgrund”. Numele acestei zone, pe atunci mlăștinoase, a fost probabil dat în timpurile medievale de către călugărițele din Abația Gimsøy, care au venit aici să adune arbustul numit pors, iar cuvântul norvegian grunn înseamnă pământ. Înainte de 1931, numele era pronunțat Porsgrund.

## Istorie
Porsgrunn a fost un important oraș-port în zona Grenland încă de la sfârșitul secolului al XVI-lea. În 1653, vama s-a mutat în josul Telemarksvassdraget, de la Skien la Porsgrunn în primul rând pentru că deșeurile industriale, precum rumegușul și noroiul, făceau ca râul să fie prea îngust pentru a permite vaselor să plece mai departe în susul râului.[3] Mutarea vămii de la Skien la Porsgrunn în 1653, a făcut ca activitatea portului din Porsgrunn să înflorească și Porsgrunn a devenit un prosper oraș de piață.
În secolul al XVIII-lea a fost casa unor mari familii norvegiene de la acea dată, precum familiile Aalls, Cappelens, Løvenskiolds, și Deichmans. De asemenea, în acea perioadă, Porsgrunn era considerat centrul cultural al Norvegiei. Pe parte religioasă, Porsgrunn s-a separat în 1764 de anticele parohii sătești ca Eidanger, Solum, și Gjerpen devenind parohie de sine stătătoare cu preot propriu. Orașul a primit statut limitat de oraș în 1807, dar a primit drepturi depline de oraș în 1842.

## Transporturi
Legături din Porsgrunn:
- Autobuz (Oslo, Kristiansand, Notodden)
- Tren (oprește în Gara Porsgrunn ) 
  - Ruta Vestfold spre Drammen și în continuare spre Oslo
  - Ruta Bratsberg spre Skien și Notodden.

## Geografie
Porsgrunn se învecinează cu municipalitățile Skien si Siljan la nord, Bamble la vest și Larvik la est. Face parte din grupul municipiilor din sudul Telemark ce constituie zona Grenland a Norwvegiei. Orașul este situat lângă Gunneklevfjord și la gura de vărsare a râului Telemarksvassdraget sau Porsgrunnselva. Peninsula Herøya, la sud-est de oraș, a fost la început un parc industrial și s-a dezvoltat recent în suburbie a Porsgrunnului.

## Industrie
Porsgrunn este un important centru industrial și are o lungă istorie în industria grea. Industriile importante în Porsgrunn cuprind:
- Norsk Hydro (magnesiu)
- Elkem (siliciu)
- Yara International (îngrășăminte de azot)
- Fabrica de Porțelan
- Produse pentru energie solară
- Isola (materiale de contrucții, acoperișuri)
- Norcem
- Eramet

## Cultura
În Porsgrunn se află Grenland Friteater care în traducere înseamnp Teatrul liber din Grenland și care este unul dintre cele mai vechi teatre independente din Norvegia. În fiecare an în iunie are loc la Grendland Friteater, Festivalul Internațional de Teatru Porsgrunn prescurtat PIT. Grenland Friteater a fost fondat în 1976 de Trond Hannemyr, Lars Steinar Sørbø, Lars Vik și Tor Arne Ursin. Lars Steinar Sørbø a fost primul actor norvegian aparținând unui teatru independent care a devenit parte a unui teatru national "Den Nationale Scene in Bergen". Trond Hannemyr, Lars Vik și Tor Arne Ursin fac încă parte din Grenland Friteater